# Boris Vian

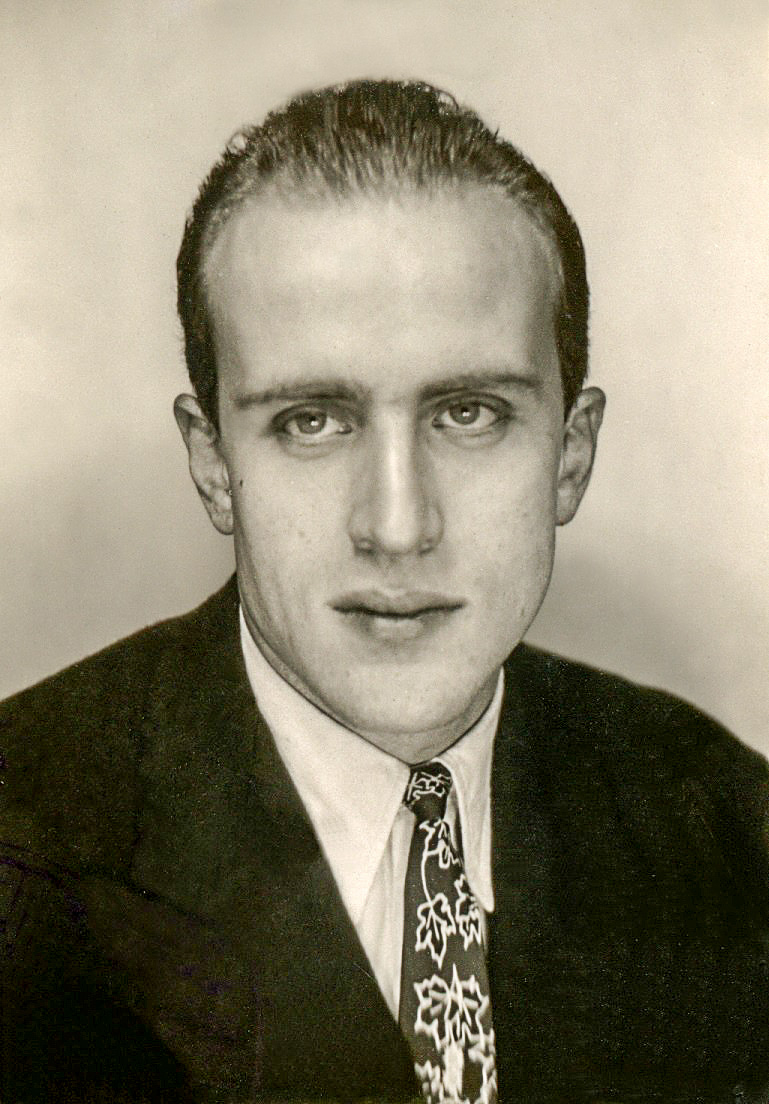
Boris Vian

Boris Paul Vian (Ville-d'Avray, 10 maart 1920 – nabij Parijs, 23 juni 1959) was een Frans schrijver, ingenieur, dichter, anarchist, chansonnier en jazztrompettist. Hij heeft ook onder het pseudoniem Vernon Sullivan gepubliceerd. 

## Leven en werk
Zijn werk was vaak controversieel, zeker in het Frankrijk van de jaren 50. Hij heeft 11 romans geschreven, vier dichtbundels, diverse theaterstukken, filmscenario's, chansons, et cetera. Vian vertaalde het werk van Raymond Chandler in het Frans.
Als trompettist was hij vaak te beluisteren in de jazzclub "Tabou", destijds in de Rue Dauphine, nabij het literaire en culturele centrum Saint-Germain-des-Prés in Parijs. Vian schreef om en nabij de 400 chansons. Zijn bekendste en meest controversiële lied is Le déserteur, een pacifistisch lied geschreven ten tijde van de oorlog in Frans Indochina. Naar aanleiding van dit lied werd Vian aangeklaagd door de Franse overheid maar hij werd vrijgesproken. Zijn liedjes zijn opgenomen door vele andere artiesten, onder wie Serge Reggiani, Juliette Gréco, Nana Mouskouri, Yves Montand, Magali Noël en Henri Salvador. Serge Gainsbourg verklaarde dat het zien van Boris Vian op toneel hem geïnspireerd had bij het schrijven van liederen.
Als jazz-enthousiast trad Vian op als liaison voor, onder andere, Duke Ellington en Miles Davis in Parijs. Hij schreef voor diverse Franse jazzbladen (Jazz Hot, Paris Jazz) en publiceerde diverse artikelen over jazz zowel in Frankrijk als in de Verenigde Staten.
Boris Vian had van jongs af aan hartcomplicaties: een slecht behandelde angina toen hij twee jaar oud was had een onvoldoende functionerende aorta tot gevolg. Het trompet spelen werd hem op een gegeven moment ontraden omdat "iedere noot die hij speelde hem een dag van zijn leven zou kosten". Vian ging er vrolijk mee door. Toch was hij ervan doordrongen dat hij niet oud zou worden, wat zijn enorm hoge productie verklaart.

## Overlijden
Op de ochtend van 23 juni 1959 woonde Vian de première bij van de film die geïnspireerd was op zijn roman J'irai cracher sur vos tombes bij. Hij had reeds een conflict gehad met de producers over hun interpretatie van zijn boek en had publiekelijk al bekendgemaakt dat zijn naam niet op de aftiteling mocht verschijnen. Enkele minuten na het begin van de voorstelling zakte hij op zijn stoel in elkaar en overleed aan een hartaanval op weg naar het ziekenhuis. Hij was 39 jaar oud geworden.
Le titre qui l'avait lancé a fait mourir Boris Vian (De titel die hem had gelanceerd deed hem sterven), kopte het Franse tijdschrift Paris Match de week daarop. Pas enkele jaren na zijn dood volgde ook de erkenning voor zijn overige werk.